# 鮑照

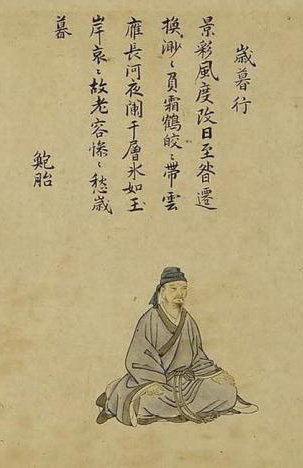
鮑照

鮑 照（ほう しょう、義熙10年（414年）- 泰始2年（466年））は、南朝宋の詩人。字は明遠。本貫は上党郡（現在の山西省長治市）、後に東海郡襄賁県（現在の江蘇省淮安市漣水県）に移る。最後の官職である「前軍参軍」にちなみ、後世「鮑参軍」と呼ばれる。元嘉年間を代表する詩人として、同時期に活躍した謝霊運・顔延之と併称して「元嘉三大家」の一人に数えられる。妹の鮑令暉も詩人として知られる。

## 略歴
寒門の貧しい家柄に生まれる。元嘉年間、臨川王劉義慶に認められ国侍郎・太学博士・中書舎人となる。後に荊州刺史・臨海王劉子頊のもとで前軍参軍となった。泰始2年（466年）、劉子頊が反乱を起こして敗死すると、鮑照もその混乱の中で殺害された。

## 詩風
現存する詩は241首と六朝時代の詩人としては比較的多く残っている。楽府詩を得意とし、それによって寒門出身ゆえの人生の不遇や艱難を詠う内容が多い。典故にもとづいた旧来の表現に拘泥せず、好んで新奇な語を用い、風景や自らの感慨を力強くダイナミックな調子で詠う作風が特徴である。そうした作風は、同時代において通俗的で典雅さに欠けると批判されることもあったが、後世の唐代の詩人に大きな影響を与えた。唐の詩人杜甫は、李白の詩才を「清新なるは庾開府（庾信）、俊逸なるは鮑参軍」（「春日 李白を憶ふ」）と鮑照になぞらえて称えている。